# The Sweet Taste of Liberty
"The Sweet Taste of Liberty" (Dansk: "Den Søde Smag af Frihed") er den tredje episode af den første sæson i sitcommen How I Met Your Mother. Den havde premiere den 3. oktober 2005.

## Plot

### Ted og Barney
Barney Stinson er træt af at gå på deres regulære bar ved navn MacLaren's Bar og han overtaler Ted Mosby til at tage et andet sted hen. Som en start siger Barney, at de skal hente nogen JFK, men da de når frem, opdager Ted, at det ikke er nogen bestemt. De skal simpelthen samle tøser op i lufthavnen, hvor de skal fremtræde som rige finansmænd, som lige er kommet tilbage fra Japan. I JFK møder Ted og Barney dog to piger, som skal til Philadelphia. Barney skynder sig derefter at købe biletter til ham og Ted, så de kan følge efter dem.
Ombord på flyet begynder Ted og Barney at snakke med dem, hvorefter de siger, at de skal til Philadelphia for at besøge deres kærester, som begge er line backers for Philadelphia Eagles, og en af dem har endda en mistanke om, at hendes kærester vil fri til hende, når hun kommer. Ted og Barney lykønsker dem, hvorefter Barney, til sit forsvar, siger at der både er lufthavnsbar og stewardesser, så Ted ikke bliver al for sur på ham, men da de skal til at gå fra flyet bliver de stoppet af lufthavnsolitiet, som mistænker dem for at have bragt en bombe ind i JFK, da Barney bare havde lagt en kuffert på båndet, så det så ud som om, at de var kommet tilbage fra Japan og skulle hente deres kufferter. Barney siger til sit forsvar, at han og Ted er meget vigtige og betydelige finansmænd, hvorefter han kræver, at de løslader ham. Ted modsiger dog dette og forklarer dem hele historien, men politiet er stadig skeptiske, indtil de finder ud af at kufferten, som Barney lagde på båndet i JFK, bare indeholdt en masse kondomer og en müslibar. De bliver derefter løsladt,
Efter hændelsen med politiet, tager Barney og Ted med hjem til en fest hos en af politimændene ved navn Sascha. Det viser sig dog bare at være en lille samling af tykke mænd, der sidder og ser TV, mens de drikker limonade. Barney falder i samtale med en af mændene, som viser sig at være sikkerhedsvagt ved Liberty Bell (Frihedsklokken). Barney spørger, om han nogensinde har slikket til den, og til det svarer manden, at det har han faktisk aldrig.
På vej hjem får Barney overtalt Ted til at komme ind og slikke på Liberty Bell, og da indser Ted, at grunden til, at han hang ud med Barney, var at han altid fik en god historie ud af det,

### Robin og Lily
Mens Marshall skriver en juraopgave vælger Robin Scherbatsky og Lily Aldrin, at tage ud og snakke sammen ved baren, men dette bliver dog ødelagt af, at Robin tiltrækker, hvilket gør Lily misundelig, selv om Robin afviser alle fyrene, der kommer hen for at snakke. Lily forklarer situationen til Marshall over telefon, og Marshall siger, at fyre ikke kommer hen til hende på grund af hendes forlovelsesring. Lily spørger, om hun må tage den af, og til det svarer Marshall ja.
Senere om aftenen virker Robin irriteret over, at Lily prøver at tiltrække mænd uden held. Det eneste Lily fanger er en bøsse, som bare vil sige, at hun satte sig på en vindrue. Lily bliver ked af det, mens manden henter noget til at fjerne pletten med, men da manden er i gang med at fjerne pletten, kommer Marshall ind og truer manden, fordi han rører ved Lilys numse, da Marshall tager det som en seksuel gestus. Manden siger at han er bøsse, hvilket letter Marshall, da han ikke kan slås.

## Skuespillere
| Rolle             | Skuespiller         |
| ----------------- | ------------------- |
| Ted Mosby         | Josh Radnor         |
| Marshall Eriksen  | Jason Segel         |
| Robin Scherbatsky | Cobie Smulders      |
| Barney Stinson    | Neil Patrick Harris |
| Lily Aldrin       | Alyson Hannigan     |
| Datter            | Lyndsey Fonseca     |
| Søn               | David Henrie        |
| Officer McNeil    | Earl Bilings        |
| Derrick           | Robb Derrenger      |
| Carl              | Joe Nieves          |
| Laura             | Tiffany Brouwer     |
| Dana              | Pedro Miguel Arce   |
| Sascha            | Caria Toutz         |

## Musik
Titelsang: "Hey Beautiful" af The Solids
| Forrige "Purple Giraffe" | Næste "Return of the Shirt" |